# Heliconius tyndarus
Heliconius tyndarus är en fjärilsart som beskrevs av Gustav Weymer 1896. Heliconius tyndarus ingår i släktet Heliconius och familjen praktfjärilar. Inga underarter finns listade i Catalogue of Life.